# Peticeni
Peticeni è un comune della Moldavia situato nel distretto di Călărași di 1.211 abitanti al censimento del 2004